# Gymnopilus subearlei
Gymnopilus subearlei là một loài nấm trong họ Cortinariaceae.